# Глин (окръг, Джорджия)
Окръг Глин (на английски: Glynn County) е окръг в щата Джорджия, Съединени американски щати. Площта му е 1515 km², а населението - 71 874 души. Административен център е град Брънзуик.